# Von Römer
Von Römer is een Nederlands, van oorsprong Duits, geslacht dat vooral militairen voortbracht.

## Geschiedenis
De stamreeks begint met Jost Römer die voor 1628 overleed. Zijn zoon Johann, geboren omstreeks 1620, was een soldaat te Bremen. Diens zoon Johann Hector (1629-1691), was in die laatste plaats keizerlijk notaris. Diens zoon Johann Thomas (1686-1754) was de eerste bestuurder.

## Enkele telgen
Johann Thomas (1686-1754), burger van Straatsburg 1711, Grote Raad aldaar
- Johann Daniel (zich ook wel noemende: Carl) von Römer (1719-1799), majoor-ingenieur onder koning Frederik de Grote, "General-Quartiermeister-Lieutenant" onder hertog Friedrich Eugen von Württemberg
  - Friedrich Ludwig Carl Ulrich Aemilius von Römer (1764-1845), generaal-majoor infanterie in Nederlandse dienst
    - Johann Carl Friedrich Heinrich von Römer (1800-1848), kapitein infanterie, ridder 4e klasse Militaire Willems-Orde
    - Johan Frederik Emilius von Römer (1804-1865), schout-bij-nacht, ridder 4e klasse Militaire Willems-Orde, ridder in de Orde van de Nederlandse Leeuw
      - Johan Wolfgang Carel von Römer (1835-1879), officier van gezondheid 1e klasse
        - Johan Frederik Emile Anton Reinhardt von Römer (1871-1927), 1e luitenant infanterie, musicus, componist
        - Lucien Sophie Albert Marie von Römer (1873–1965), medicus en seksuoloog

      - Anton Reinhardt von Römer (1836-1911), kapitein-administratie bij de Militaire Administratie
        - Johan Frederik Emile von Römer (1871-), Pottepee-vaandrig Leib-Husaren
        - Lucia Sophia von Römer (1874-1921), schilderes en grafisch kunstenares

Geslachten die opgenomen zijn in het sinds 1910 verschijnende genealogische naslagwerk Nederland's Patriciaat. Lijst volgens opgave van het CBG Centrum voor familiegeschiedenis.
A · B · C · D · E · F · G · H · I · J · K · L · M · N · O · P · Q · R · S · T · U · V · W · Y · Z